# Ostrobodno (przystanek kolejowy)
Ostrobodno – zlikwidowany przystanek kolei wąskotorowej w Ostrobodnie, w województwie zachodniopomorskim, w Polsce. Został zlikwidowany po 1945 roku.